# Giancarlo González
Giancarlo González (født 8. februar 1988) er en professionel fodboldspiller fra Costa Rica. Han spiller for Bologna FC i Italien.
González har (pr marts 2018) spillet 54 kampe og scoret to mål for det costaricanske landshold.